# Енахметово
Енахме́тово (мар. Янахмат; баш. Йәнәхмәт) — село в Шаранском районе Башкортостана, входит в состав Нуреевского сельсовета.

## Географическое положение
Расстояние до:
- районного центра (Шаран): 35 км,
- центра сельсовета (Нуреево): 5 км,
- ближайшей ж/д станции (Кандры): 40 км.

## Население
| 2002 | 2009 | 2010 |
| ---- | ---- | ---- |
| 451  | ↗460 | ↘416 |

Национальный состав
Согласно переписи 2002 года, преобладающая национальность — марийцы (91 %).

## Известные уроженцы
- Шадт Булат (Булатов Шаймурат Минлигалеевич) (1909—1943) — марийский советский поэт, переводчик, журналист.